# عباس‌آباد (سلطانیه)
عباس‌آباد، روستایی از توابع بخش باغ حلی شهرستان سلطانیه در استان زنجان ایران است.
== جمعیت 
این روستا در دهستان قره‌بلاغ (سلطانیه) قرار دارد و براساس سرشماری مرکز آمار ایران سرشماری عمومی نفوس و مسکن (۱۳۹۵)، جمعیت آن ۳۵ نفر (۹خانوار) بوده‌است.